# Dulov
Dulov é um município da Eslováquia, situado no distrito de Ilava, na região de Trenčín. Tem 5,53 km² de área e sua população em 2018 foi estimada em 917 habitantes.

## Demografia
| Ano:        | 1994 | 2004   | 2014   | 2024   |
| ----------- | ---- | ------ | ------ | ------ |
| Broj ljudi: | 916  | 926    | 921    | 888    |
| Razlika:    |      | +1,09% | -0,53% | -3,58% |

| Ano:               | 2023 | 2024   |
| ------------------ | ---- | ------ |
| Número de pessoas: | 899  | 888    |
| Diferença:         |      | -1,22% |